# Бондарь, Александр Афанасьевич
Алекса́ндр Афана́сьевич Бо́ндарь (1916—1943) — гвардии капитан Рабоче-крестьянской Красной армии, участник Великой Отечественной войны, Герой Советского Союза (13.04.1944).

## Биография
Родился 24 февраля 1916 года в селе Булавиновка (ныне — Новопсковский район Луганской области Украины). После окончания неполной средней школы работал слесарем на паровозостроительном заводе в Ворошиловграде, одновременно учился в аэроклубе. В 1937 году был призван на службу в Рабоче-крестьянскую Красную армию. В 1938 году окончил военную авиационную школу пилотов в Ворошиловграде. В 1941 году вступил в ВКП(б). С июня 1941 года — на фронтах Великой Отечественной войны. Участвовал в боях на Калининском, Донском, Сталинградском, Центральном, Белорусском фронтах.
Участвовал в битве за Москву, был лётчиком-бомбардировщиком, бомбил шоссейные и железные дороги, аэродромы и склады, вокзалы и военные объекты противника. Участвовал в Сталинградской битве, командовал эскадрильей, совершал налёты на скопления войск противника и его технику, а также блокировал авиабазы. После окончания Сталинградской битвы Бондарь освоил Ил-2, участвовал в Курской битве. 29 июня 1943 года эскадрилья под командованием Бондаря уничтожила 17 немецких самолётов, а 7 июля — 16 танков и 3 бензозаправщика. Принимал участие в освобождении Украины, битве за Днепр. Эскадрилья Бондаря совершала по нескольку боевых вылетов в день, нанесла противнику большой урон в живой силе и технике. 28 октября 1943 года самолёт Бондаря был сбит во время обеспечения им прикрытия советских наземных подразделений на западном берегу Днепра. Бондарь был похоронен в селе Юрьевка Черниговского района Черниговской области.
К моменту своей гибели гвардии капитан Александр Бондарь командовал эскадрильей 59-го гвардейского штурмового авиаполка 2-й гвардейской штурмовой авиадивизии 16-й воздушной армии Белорусского фронта. За время своего участия в боевых действиях Бондарь совершил 241 боевой вылет, во время которых уничтожил либо повредил около 70 танков, 6 самолётов, 6 эшелонов, 7 батарей артиллерии, а также много другой техники и живой силы врага. Лично сбил 2 самолёта и 4 — группе.

## Награды
Указом Президиума Верховного Совета СССР от 13 апреля 1944 года за «образцовое выполнение боевых заданий командования по уничтожению живой силы и техники противника и проявленные при этом мужество и героизм» гвардии капитан Александр Бондарь посмертно был удостоен высокого звания Героя Советского Союза. Также был награждён орденом Ленина, тремя орденами Красного Знамени, орденом Александра Невского, а также рядом медалей.

## Память
- В честь Бондаря названы улицы в Чернигове, Юрьевке и Булавиновке.
- Также в Юрьевке установлен бюст Бондаря[1].